# Фрончевский, Пётр
Пётр Фрончевский (пол. Piotr Fronczewski; род. 8 июня 1946, Лодзь) — польский актёр театра, кино, телевидения и озвучивания и музыкант. Известен как драматическими (Витек в «Кунг-фу», Кшиштоф Кухарский в «Комнате с видом на море»), так и комическими (пан Клякса в цикле фильмов об этом персонаже) ролями. Лауреат многочисленных фестивальных, национальных и международных наград (в том числе «Золотая утка», «Виктор», «Золотой микрофон», «Великолепие великолепий», орден Улыбки), офицер ордена Возрождения Польши (2015, кавалер с 2003), награждён золотым Крестом Заслуги (1979), серебряной (2007) и золотой (2013) медалями «За заслуги в культуре Gloria Artis».

## Биография
Родился в 1946 году в Лодзи в семье Владислава Фрончевского и Богны Фрончевской (урожд. Душиньская). Отец был сотрудником театра по работе со зрителями. Дебютировал на сцене в 1957 году в возрасте 11 лет в комедийной постановке варшавского театра «Сирена» «Господин Винченцо — мой отец», где играл с Адольфом Дымшей. Через год впервые снялся в кино — в эпизодической роли в фильме Станислава Ружевича «Вольный город».
В 1968 году окончил Государственную высшую театральную школу в Варшаве, где учился на актёрском факультете. В том же году начал службу в Национальном театре, с 1969 по 1973 год — актёр Современного театра (Варшава), с 1973 по 1983 год — варшавского Драматического театра, в 1984—1987 годах — Театра-студии им. Станислава Игнация Виткевича. Одновременно работал в кино и на радио. Среди ролей второго плана, сыгранных в начальный период карьеры — доктор в фильме «Спасение» Эдварда Жебровского (приз Лаговского кинофестиваля за лучшее исполнение мужской роли второго плана), Хорн в «Земле обетованной» Анджея Вайды, Виктор, брат заглавного героя в «Докторе Юдиме» Влодзимежа Хаупе, лейтенант Антон в «Партитуре для деревянных инструментов» Януша Заорского. В 1974 году женился; жена Эва родила актёру двух дочерей.
Расцвет актёрской карьеры пришёлся на период «кино морального беспокойства». Наиболее знаковой экранной работой Фрончевского стала роль нонконформиста Витека в фильме «Кунг-фу» Януша Киёвского. Яркого отрицательного персонажа актёр сыграл в «Комнате с видом на море» Заорского, где ему досталась роль антагониста главного героя, сыгранного Густавом Холоубеком. Глубоко психологичной была игра Фрончевского в картине Анджея Костенко «Случайность».
В 1980-е годы актёр, не снижая высокого уровня мастерства, обратился к более лёгким жанрам. Играл среди прочего в лентах Януша Жешевского, а также в фильме Заорского «Баритон», где продемонстрировал выдающееся чувство стиля. Широкую популярность принесла Фрончевскому роль пана Кляксы в цикле детских фильмов Кшиштофа Градовского по произведениям Яна Бжехвы. Заметным успехом стала роль обаятельного мошенника в «Консуле» Мирослава Борка. В лентах Веслава Саневского («Затронутое», «Чужой должен летать») Фрончевский продолжал играть драматические роли. За заглавную роль в «Кровати Вершинина» Анджея Домалика номинирован на польскую кинопремию «Орлы». Активно озвучивал дублированные иностранные ленты, видеоигры, документальные фильмы.
С 1991 по 2016 год служил в варшавском театре «Атенеум», сотрудничал с частными театрами-кабаре Ольги Липинской (где создал запоминающийся сценический образ Пана Петруся) и Яна Петржака, сыграл более ста ролей в постановках Театра телевидения, в том числе по пьесам «Три сестры», «Ревизор», «На дне». Выступал в качестве продюсера пьес и музыкальных программ. В конце 1990-х годов создал сценический образ Франека Кимоно, реализованный в альбомe диско Powrót mistrza, который составил из песен на музыку Анджея Кожиньского. В 2001 году в серии «Золотая коллекция» вышел авторский компакт-диск Фрончевского, составленный из музыкальных номеров, исполнявшихся в программах кабаре и телевизионных музыкальных шоу. Песни "King Bruce Lee Karate Mistrz" i "Dysk Dżokej" в исполнении Фрончевского были в числе лидеров польских хит-парадов.

## Награды
- 1973 — «Золотая гроздь» (Международный кинофестиваль в Лагове) за лучшее исполнение роли второго плана (доктор, «Спасение»)
- 1978 — награда Комитета по делам радио и телевидения I степени за актёрскую работу в сериале «Польские дороги»
- 1979 —
  - «Золотая гроздь» самому популярному актёру сезона 1978/1979 (Фред Кампинос, «Хэлло, Шпицбрудка, или Последнее дело короля взломщиков»)
  - золотой Крест Заслуги
- 1980 —
  - «Серебряный гвоздь» по результатам опроса газеты Kurier Polski
  - премия XXI Фестиваля польского современного искусства (Вроцлав) за роль графа Шармы в спектакле «Оперетка» (Драматический театр Варшавы, по пьесе Витольда Гомбровича)
- 1982 — премия председателя Комитета по делам радио и телевидения за актёрскские достижения (в том числе за воплощение образа Станчика в сериале «Королева Бона»)
- 1984 —
  - премия Комитета по делам радио и телевидения I степени
  - Премия премьер-министра за творчество для детей и юношества (творческому коллективу фильма «Академия пана Кляксы»)
- 1985 —
  - премия «Виктор[пол.]»
  - «Золотая гроздь» — выбор публики
- 1986 —
  - премия «Золотая утка[пол.]» за 1985 год
  - премия «Виктор»
- 1987 — премия «Виктор»
- 1988 —
  - гран-при XXVII Фестиваля польского современного искусства (Вроцлав) за роль Анатоля в спектакле «Портрет» (Польский театр Варшавы, по пьесе Славомира Мрожека)
  - премия «Золотой микрофон[пол.]» за выдающиеся выступления на радио
- 1997 — «Супер-Виктор»
- 2001 — премия I Национального фестиваля театра, кино и радио за лучшую мужскую роль в спектакле Театра ТВ «Подружка» (по пьесе Жераля Обера[фр.])
- 2003 — рыцарский крест ордена Возрождения Польши[7]
- 2004 — «Варшавский Феликс[пол.]» за титульные роли в спектаклях «Царь Эдип» (Софокл) и «Фредерик» (Э.-Э. Шмитт) в театре «Атенеум»
- 2007 —
  - серебряная медаль «За заслуги в культуре Gloria Artis»[8]
  - премия XII Международного фестиваля телевизионных фильмов в Баре (Черногория) за лучшую мужскую роль в спектакле Театра ТВ «Беседы с палачом» (реж. Мацей Энглерт)
- 2009 — премия «Виктор» самому популярному телевизионному актёру 2008 года
- 2013 —
  - золотая медаль «За заслуги в культуре Gloria Artis»
  - премия «Великолепие великолепий[пол.]»
- 2015 —
  - офицерский крест ордена Возрождения Польши[9]
  - орден Улыбки[10]
- 2022 — премия Ассоциации польских деятелей театра «Густав[пол.]» за достижения в области актёрского мастерства.